# Villach-Innere Stadt
Villach-Innere Stadt je naselje Statutarnega mesta Beljak na Koroškem v Avstriji.